# Луций Хораций Пулвил
Луций Хораций Пулвил (на латински: Lucius Horatius Pulvillus) e римски политик от 4 век пр.н.е. Произлиза от старата патрицииска фамилия Хорации.
През 386 пр.н.е. Луций Хораций Пулвил е консулски военен трибун с още петима колеги: Марк Фурий Камил, Сервий Корнелий Малугиненсис, Квинт Сервилий Фидена, Луций Квинкций Цинцинат и Публий Валерий Поцит Попликола.